# Lycée de la rue du Pacha
Le lycée de la rue du Pacha est un lycée secondaire tunisien situé sur la rue du Pacha dans la médina de Tunis.
À son origine, il est l'un des premiers établissements scolaires pour jeunes filles du pays.

## Histoire
Le lycée occupe en partie la place du Dar El Pacha, la résidence du pacha de Tunis détruite au cours du XIXe siècle.
Le bâtiment est construit en 1911 par l'architecte français Fernand-Michel Guesnier. Il comprend à l'origine quinze salles de classe, un réfectoire, une salle de couture, une cuisine, un office, un logement pour la directrice de l'établissement et une grande cour. L'école est destinée aux jeunes filles issues essentiellement de la bourgeoisie tunisienne. L'établissement remplace une première école de jeunes filles, l'école Louise-René-Millet, du nom de l'épouse du résident général de France René Millet. Cette école avait été établie en 1900 et se situait au numéro 9 de la rue El Monastiri.
L’établissement est transformé en collège en 1945, puis en lycée de jeunes filles et enfin en établissement mixte au début des années 1990.
Le bâtiment devient un monument classé le 15 janvier 2001.